# Inés Echeverría
Inés Echeverría Bello de Larraín alias Iris (Santiago de Chile, 22 december 1868-, aldaar, 13 januari 1949) was een Chileens schrijfster.
Ze kwam uit een vooraanstaande Chileense familie. In haar werken schreef ze tegen de conservatieve ideeën over de rol van vrouwen die de boventoon voerden in haar sociale klasse.

## Werken
- Emociones teatrales, 1910
- Hojas caídas, 1910.
- Entre deux mondes, 1914.
- La Hora de queda 1918
- Cuando mi tierra nació, 1930

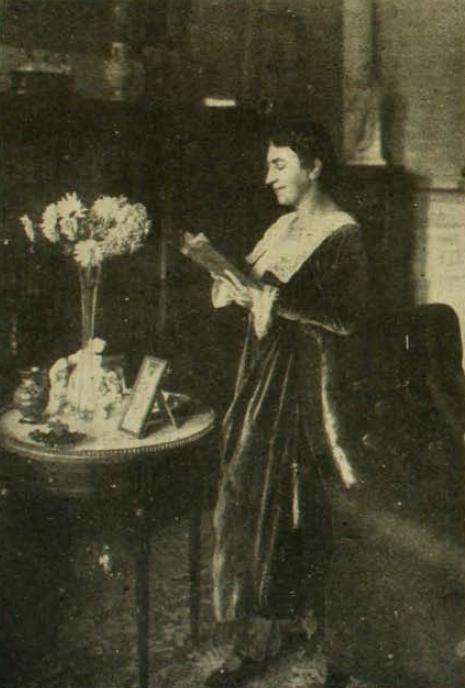
Inés Echeverría Bello.

- Nuestra raza: a la memoria de Andrés Bello: su 4ª generación, 1930.
- Alessandri: evocaciones y resonancias, 1932
- Por él, 1934
- Entre dos siglos, 1937
- Cuando mi tierra era niña, 1942
- Cuando mi tierra fue moza, 1943-46
- Au-delà : poème de la douleur et de la mort: fragments d'un journal de la mort, 1948
- Fue el enviado: no lo olvidemos, 1950

- Gemeinsame Normdatei: 173620361
- International Standard Name Identifier: 0000 0000 2984 1322
- Library of Congress Control Number: n91119940
- Nationale Bibliotheek van Israël: 987007456360605171
- SNAC: w6kb5jkp
- Système universitaire de documentation: 092604838
- Virtual International Authority File: 73041562
- WorldCat: E39PBJdWVTPF8Jwf9gdfC9cByd